# Pawłowo Kościelne
Pawłowo Kościelne – wieś w Polsce położona w województwie mazowieckim, w powiecie przasnyskim, w gminie Czernice Borowe. Ma status sołectwa.
W skład sołectwa Pawłowo Kościelne wchodzą także Nowe Pawłowo, Pawłowo-Góry, Pawłowo-Poręba.
| SIMC    | Nazwa          | Rodzaj    |
| ------- | -------------- | --------- |
| 0113193 | Nowe Pawłowo   | część wsi |
| 0113201 | Pawłowo-Góry   | część wsi |
| 0113218 | Pawłowo-Poręba | część wsi |

Miejscowość jest siedzibą rzymskokatolickiej parafii św. Macieja.
W latach 1975–1998 miejscowość administracyjnie należała do województwa ciechanowskiego.
Przez miejscowość przepływa Węgierka, dopływ Orzyca.

## Zabytki
- Kościół gotycki pw. NMP i św. Antoniego z 2 ćw. XVI wieku fundacji Jastrzębców Dzierzgowskich. Ceglany w wątku gotyckim i wendyjskim, skarpy cylindryczne, na planie prostokąta ze skarbczykiem i zakrystią od północy. Po zniszczeniach z 1914 roku odrestaurowany przez S. Szyllera, wznosząc kaplicę wschodnią i chór muzyczny. Nad drzwiami do zakrystii tabliczka fundacyjna z herbem Jastrzębiec i datą "1538".
- Nagrobek renesansowy rodziny Dzierzgowskich sprzed 1571 roku autorstwa Santi Gucci - w górnej części nagrobek poświęcony pamięci Jana Dzierzgowskiego (ok. 1490–1554) herbu Boleścic, wojewody mazowieckiego. U dołu jego syn Feliks Zbożny Dzierzgowski (1520–1571), kasztelan sochaczewski, starosta osiecki oraz jego małżonka Anna Szreńska z Sokołowa herbu Dołęga. Najprawdopodobniej fundacja Feliksa Zbożnego Dzierzgowskiego[9].